# Marius Fartum
Marius Fartum (født 21. november 1991) er en norsk badmintonspiller. Han repræsenterer Bygdøy BK og er elev ved Persbråten videregående skole.
Faren er en aktiv badmintonspiller. Ti år gammel blev sønnen med ham på trening. Ikke længe efter begyndte Marius at spille selv. To år senere så startede han med at konkurrere. Før deltog han i gymnastik samt fodbold, men kedede sig. Han valgte at satse på badminton i ottende klasse, eftersom det efter hans mening er en enklere sport at lykkes i. Alt dette som femtenårig kom han også på norges landshold i badminton og deltog i turneringer i udlandet.

## Fortjenester
- 2008: Tre NM-guldmedaljer i U19
- 2008: To NM-guldmedaljer i U17
- 2008: 1. plads i Barberg International
- 2008: 1. plads i Gorredich senior
- 2007: To NM-guld i U-17
- 2007: Finaleplads i NM U19